# Jane Bogaert
Jane Bogaert (Solothurn,  5 de agosto de 1967) é uma cantora, dançarina, compositora e modelo helvética. Teve as suas primeiras lições de piano com 10 anos.  Teve formação musical no Conservatório de Bienna e em  Munique, Alemanha, onde teve aulas de canto. Foi corista para cantores/bandas como A-Ha, Thin Lizzy, Al Jarreau, David Hasselhoff, Toto Cutugno, Claudia Jung, Roland Kaiser e Uwe Ochsenknecht. Como resultado, mais tarde trabalhou para a dupla Albano & Romina Power e, no final, assumiu a parte de Romina completamente. 
Ela representou a Suíça no Festival Eurovisão da Canção 2000 com a canção "La vita cos'è", que terminou em 20.º (entre 24 participantes), tendo terminado em 20.º lugar, tendo recebido um total de 14 pontos.
Continuou a sua carreira musical, compondo diversas músicas. Trabalhou com Lionel Richie, Eros Ramazzotti, Udo Lindenberg, Lynn Joe Turner e DJ BoBo.
Em 2010, lançou o seu primeiro álbum de originais "5th dimension".

## Discografia

### Singles
- La vita cos’è (2000)

### Álbuns
- 5th Dimension (2010)[2]